# Arctic Village (livre)

Arctic Village (1933) est un livre écrit par l'écrivain,  militant écologiste et garde forestier Bob Marshall (1901-1939) sur la région de Koyukuk en Alaska, et plus précisément sur le village de Wiseman où l'auteur a vécu dans les années 1930. Il se réfère à la population locale comme étant "la civilisation la plus heureuse qu'il m'ait été donné de connaître."
Le livre est réédité par l'université d'Alaska  (ISBN 9780912006512).